# ADPRHL1
ADPRHL1 (англ. ADP-ribosylhydrolase like 1) – білок, який кодується однойменним геном, розташованим у людей на 13-й хромосомі. Довжина поліпептидного ланцюга білка становить 354 амінокислот, а молекулярна маса — 40 105.
| 10         |  | 20         |  | 30         |  | 40         |  | 50         |
| ---------- |  | ---------- |  | ---------- |  | ---------- |  | ---------- |
| MEKFKAAMLL |  | GSVGDALGYR |  | NVCKENSTVG |  | MKIQEELQRS |  | GGLDHLVLSP |
| GEWPVSDNTI |  | MHIATAEALT |  | TDYWCLDDLY |  | REMVRCYVEI |  | VEKLPERRPD |
| PATIEGCAQL |  | KPNNYLLAWH |  | TPFNEKGSGF |  | GAATKAMCIG |  | LRYWKPERLE |
| TLIEVSVECG |  | RMTHNHPTGF |  | LGSLCTALFV |  | SFAAQGKPLV |  | QWGRDMLRAV |
| PLAEEYCRKT |  | IRHTAEYQEH |  | WFYFEAKWQF |  | YLEERKISKD |  | SENKAIFPDN |
| YDAEEREKTY |  | RKWSSEGRGG |  | RRGHDAPMIA |  | YDALLAAGNS |  | WTELCHRAMF |
| HGGESAATGT |  | IAGCLFGLLY |  | GLDLVPKGLY |  | QDLEDKEKLE |  | DLGAALYRLS |
| TEEK       |  |            |  |            |  |            |  |            |

A: Аланін

C: Цистеїн

D: Аспарагінова кислота

E: Глутамінова кислота

F: Фенілаланін

G: Гліцин

H: Гістидин

I: Ізолейцин

K: Лізин

L: Лейцин

M: Метіонін

N: Аспарагін

P: Пролін

Q: Глутамін

R: Аргінін

S: Серин

T: Треонін

V: Валін

W: Триптофан

Кодований геном білок за функціями належить до гідролаз, фосфопротеїнів. 
Задіяний у такому біологічному процесі, як альтернативний сплайсинг. 